# Фридрих фон Мекленбург
Фридрих фон Мекленбург (на немски: Friedrich zu Mecklenburg; Prinz von Grabow; * 13 февруари 1638, Шверин; † 28 април 1688, Грабов) е херцог на Мекленбург, апанажиран принц на Грабов.

## Живот
Той е син (10-о дете) на херцог Адолф Фридрих I фон Мекленбург (1588 – 1658) и втората му съпруга Мария Катарина фон Брауншвайг-Даненберг (1616 – 1665), дъщеря на херцог Юлиус Ернст фон Брауншвайг-Даненберг) (1571 – 1636). 
Фридрих става през 1667 г. домхер в Страсбург и от 1669 г. резидира в Грабов. Той става член на литературното общество Fruchtbringende Gesellschaft.

## Фамилия
Фридрих се жени на 28 май 1671 г. за Христина Вилхелмина фон Хесен-Хомбург (* 30 юни 1653, Бингенхайм, † 16 май 1722, Грабов), дъщеря на ландграф Вилхелм Христоф фон Хесен-Хомбург и София Елеонора фон Хесен-Дармщат. Те имат децата:
- Фридрих Вилхелм (I) (1675 – 1713), ∞ 1704 за София Шарлота фон Хесен-Касел (1678 – 1749), дъщеря на ландграф Карл фон Хесен-Касел
- Карл Леополд (1678 – 1747), херцог на Мекленбург-Шверин, ∞ I. 1708 (развод 1710) за София Хедвиг фон Насау-Диц (1690 – 1734); и II. 1716 за Катарина Ивановна (1691 – 1733), дъщеря на цар Иван V от Русия; дядо на Иван VI
- Христиан Лудвиг II (1683 – 1756), ∞ 1714 за Густава Каролина фон Мекленбург-Щрелиц (1694 – 1748)
- София Луиза (1685 – 1735), ∞ 1706 трета съпруга на Фридрих I (1657 – 1713), крал на Прусия